# امجی آنتونی
امجی آنتونی (انگلیسی: Emjay Anthony؛ زادهٔ ۱ ژوئن ۲۰۰۳) یک هنرپیشه و مدل اهل ایالات متحده آمریکا است. وی از سال ۲۰۰۹ میلادی تاکنون مشغول فعالیت بوده‌است.
از فیلم‌ها یا برنامه‌های تلویزیونی که وی در آن نقش داشته‌است می‌توان به آشپز، ناهمتا: شورشی، کریسمس مادرهای بد و کرمپوس اشاره کرد.